# ツマベニチョウ
ツマベニチョウ（褄紅蝶、Hebomoia glaucippe）は、シロチョウ科に分類されるチョウの一種。シロチョウ科では世界最大級の種。開張約9-10cm。

## 概要
前翅先端の先端には三角形の黒い部分があり、その中に大きな橙色の紋をもつ。メスはオスよりも黒い部分が大きく、若干黒ずんでいる。シロチョウ類としては非常に飛翔力が強い。雄は明るい場所を好み、人家周辺や林縁を勇壮に飛び回るが、雌は食樹周辺の暗所にいる。よく花に来る。
食草はフウチョウソウ科のギョボク。幼虫はいわゆる青虫であるが、胸部が幅広くなっている。成虫は4月から11月にかけて4-5回発生。
オーストリアの研究チームは、ツマベニチョウの羽、幼虫の体液にイモガイと同じ猛毒の成分（神経毒）を発見した。カエル、トカゲ、アリなど天敵からの防衛のため利用していると考えられている。

## 分布
日本では宮崎県が北限で、鹿児島県や沖縄県に分布する。国外では東洋区。

## 人間とのかかわり
「幸せを呼ぶチョウ」とも言われる。
鹿児島県指宿市及び西之表市では市の蝶に、鹿児島県熊毛郡中種子町及び沖縄県八重山郡竹富町では町蝶に、沖縄県国頭郡大宜味村では村の蝶に指定されている。
また、中種子町ではツマベニチョウをモデルにしたキャラクター「ベニーちゃん」が町のキャラクターとなっている。